# Нова астрономія (книга)

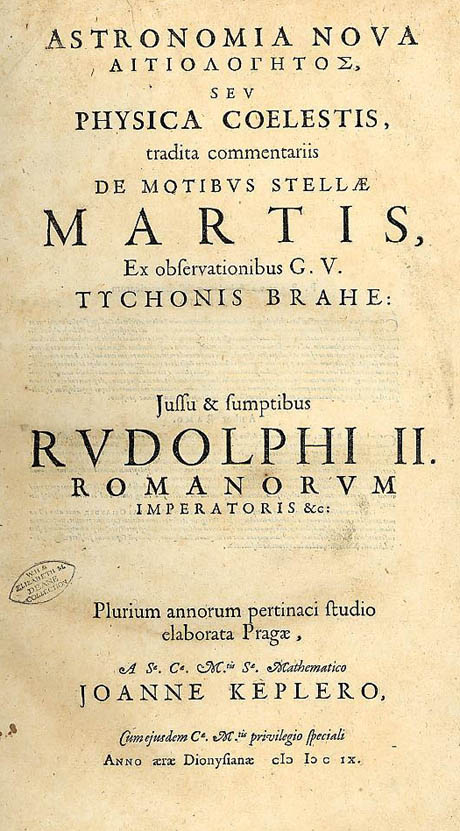
Титульний лист першого видання «Нової астрономії» (1609)

Нова́ астроно́мія (лат. Astronomia Nova ΑΙΤΙΟΛΟΓΗΤΟΣ seu physica coelestis, tradita commentariis de motibus stellae Martis ex observationibus G.V. Tychonis Brahe — Нова астрономія, причинно обґрунтована, або небесна фізика, викладена в коментарях на рух планети Марс за спостереженнями благородного чоловіка Тихо Браге) — книга астронома Йоганна Кеплера, видана 1609 року, одна з найвизначніших книг в історії астрономії. Книга є підсумком 10-річної праці Й. Кеплера, містить першу публікацію кеплерівських законів руху планет.
Кеплер показує, що геліоцентрична, геоцентрична та тихонічна моделі математично еквівалентні. Всі три моделі передбачають однакові положення планет у найближчій перспективі, але не здатні передбачати майбутні положення планет у віддаленіші періоди. Кеплер тут уводить свою знамениту діаграму руху Марса відносно Землі, якби Земля залишалася нерухомою в центрі своєї орбіти. Діаграма показує, що орбіта Марса в цьому випадку ніколи не пройде по одному й тому самому шляху. Кеплер обговорює свою величезну роботу протягом усієї книги. Зокрема, в 16-му розділі він пише, звертаючись до читача: "Якщо тобі нудно читати про цей виснажливий метод розрахунків, пожалій мене, оскільки я був повинен повторити його принаймні сімдесят разів, витративши величезну кількість часу"
Кеплер ставить під сумнів припущення, що планети рухаються навколо центру орбіти з однаковою швидкістю. Ідея, що планети рухаються зі швидкостями, які змінюються залежно від відстані планети від Сонця, була революційною, і лягла в основу другого закону Кеплера (який він вивів раніше від першого). У своїх розрахунках, які привели Кеплера до виведення другого закону, він припустився деяких помилок, які «чудесним чином» компенсували одна одну.
«Нова астрономія» містить опис перших двох з трьох принципів, відомих сьогодні як закони руху планет: У розділі 33 Кеплер стверджує, що Сонце є свого роду «двигуном», який переміщує планети. На думку Кеплера, Сонце випромінює якийсь вид фізичної еманації, подібний до світла, який «штовхає» планети. Кеплер також передбачає наявність у кожної планети якоїсь другої сили, яка тягне її в бік сонця, і, відповідно, оберігає планету від віддалення в простір. Нарешті, Кеплер намагається знайти істинний вигляд траєкторій планет, і визначає його як еліпс. У своїй першій спробі визначити орбіту Марса у формі еліпса, Кеплер помилився всього на 8 мінут, але цього було досить для створення нової системи руху планет. Кеплер перебрав кілька можливих варіантів форм орбіт, зокрема форму яйця, і, врешті-решт, зупинився на еліпсі.

## Історія створення
Книга «Нова астрономія», яку Кеплер створив у найбільш плідний, празький період життя та діяльності (1600—1610), суттєво коригує модель світу, описану в його першій праці «Mysterium Cosmographicum» 1596 року. Після виходу в світ Mysterium Cosmographicum Кеплер розіслав її багатьом відомим астрономам Європи для ознайомлення, зокрема данському астроному Тихо Браге. Той визнав, що підхід Кеплера досить цікавий, але потребує верифікації, яку можна здійснити лише на основі спостережень Браге, виконаних за останні 30 років. Кеплер звернувся до Т. Браге на початку 1600 року з проханням надати йому ці дані спостережень, але Браге надав йому тільки дані спостережень Марса.
Після смерті Тихо Браге 1601 року Кеплер став його наступником, хоча при цьому йому довелося вести багаторічну тяганину зі спадкоємцями Тихо Браге, які намагалися відібрати у нього, серед іншого майна, також і результати астрономічних спостережень покійного. Точність спостережень Тихо Браге була значно вищою, ніж у всіх його попередників, завдяки чому Кеплер отримав багатий матеріал для аналізу. Після ряду років аналізу Кеплер дійшов висновку про неправомірність системи світу Тихо Браге, яка була своєрідним компромісом між геоцентричною системою Птолемея та геліоцентричною системою Коперника. Ця теорія мала велику популярність і протягом декількох десятиліть була основним конкурентом системи світу Коперника.
Після ретельного аналізу спостережень орбіти Марса Кеплер прийшов до висновку, що вона являє собою не коло, а еліпс, в одному з фокусів якого знаходиться Сонце — положення, відоме сьогодні як перший закон Кеплера. Таким чином, Кеплер змушений був відмовитися від однієї з ідей Mysterium Cosmographicum, згідно з якою орбіти планет мають правильну сферичну форму.
Подальший аналіз привів до відкриття другого закону: радіус-вектор, що з'єднує планету і Сонце, за рівний час описує рівні площі. Це означало, що чим далі планета від Сонця, тим повільніше вона рухається. У книзі «Нова астрономія», Кеплер, через обережність, відносив дію цих законів тільки до Марса.

## Структура і зміст
Перше видання книги, надруковане в Гайдельберзі в 1609 році, містить 337 сторінок, розділених на 70 глав, об'єднаних у 5 частин.

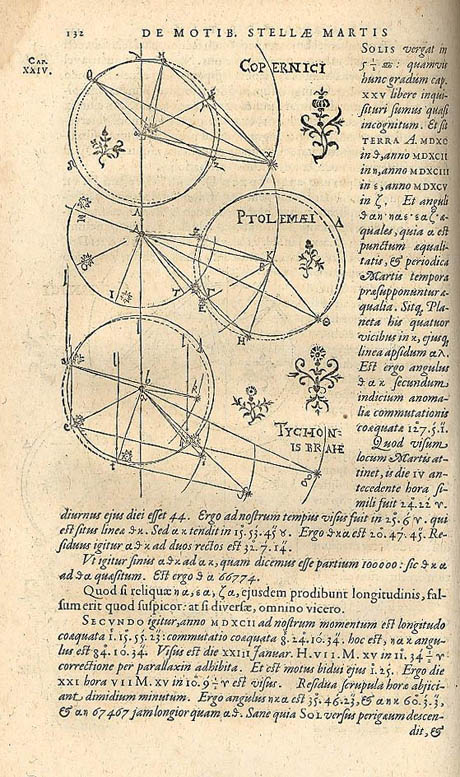
Ілюстрація з книги, яка містить три схеми руху планет, відповідно до трьох систем світу

Повна назва праці звучить як «Нова астрономія, заснована на причинах, або небесна фізика, розглянута у вигляді коментарів до рухів зорі Марс за спостереженнями Тихо Браге, джентльмена». У книзі Кеплер крок за кроком веде читача через процес свого відкриття.

### Вступ
У вступі описано чотири кроки, зроблених Кеплером у його дослідженні орбіт планет. Перший крок — його твердження, що саме Сонце, а не якась уявна точка поблизу Сонця (як у системі Коперника) є точкою, де розташовані центри орбіт планет. Другий крок — твердження, що Сонце є рушійною силою для планет. Цей крок також містить заперечення Кеплера проти аргументів, заснованих на Святому Письмі. Кеплер стверджує, що не слід тлумачити Писання буквально, а інтерпретувати його в духовному плані. Третій крок — твердження Кеплера, що Сонце є джерелом руху всіх планет, засноване на спостереженнях Тихо Браге за рухом комет і планет. Четвертий крок полягає в описі орбіт планет не як кіл, а як еліпсів.

### Частина 1
У першій частині Кеплер розглядає співвідношення між різними поширеними в той час астрономічними гіпотезами.
У розділах 1–3 він показує, що геліоцентрична, геоцентрична та тихонічна моделі математично еквівалентні, оскільки всі вони дають однакові передбачення для кутових положень небесних тіл, а також однакову зміну відстані планети. Це можливо завдяки тому, що епіцикл у геоцентричній моделі виконує ту саму роль, що й орбіта Землі у геліоцентричній або орбіта Сонця в моделі Тихо. Однак рух планет спостерігається як нерівномірний, навіть якщо ігнорувати вплив епіциклів чи руху Землі. Птолемей і Коперник пропонували різні пояснення цього явища. Птолемей використовував еквант та ексцентричне коло, тоді як Коперник показав, що можна поєднати два епіцикли, щоб пояснити той самий ефект. Кеплер довів, що пояснення Коперника фактично еквівалентне еквантному механізму, але з неколовою орбітою. Різниця між передбаченнями цих двох підходів є незначною й практично не впливає на результат.
У розділах 4–6 Кеплер розглядає більш фізично правдоподібне пояснення нерівномірного руху. Він припускає, що швидкість планети змінюється обернено пропорційно до її відстані від Сонця. Обчислення показують, що це узгоджується з передбаченнями еквантної моделі або епіциклів Коперника. Але це потребує припущення, що лінії апсид усіх планет проходять через Сонце, тоді як Птолемей і Коперник вважали, що ці лінії проходять через центр орбіти Землі або Сонця — так зване середнє Сонце. Різниця у передбаченнях невелика, але вона стає помітнішою, якщо врахувати також вплив орбіти Землі — тоді вона може сягати {\textstyle 1^{\circ }}, що безперечно піддається вимірюванню.

### Частина 2
У другій частині Кеплер вводить вікарійську гіпотезу — своє перше припущення для пояснення руху Марса.
У розділах 7–10 Кеплер розповідає, як він познайомився з проблемою орбіти Марса. Тихо та його помічник працювали над теорією Марса, однак їм не вдалося точно відтворити спостережувані положення планети. Спостереження Тихо включали 12 протистоянь Марса, для яких він визначив екліптичну довготу й широту. Їм вдалося підібрати теорію, яка відтворювала довготи з точністю до 2 кутових мінут, однак вона повністю не враховувала екліптичні широти. Кеплеру доручили створити точнішу теорію, що узгоджувалася б із цими спостереженнями.
Першим його кроком було точне визначення поняття «протистояння». Оскільки планети не обертаються в одній площині, зазвичай вони не досягають кутової відстані рівно {\textstyle 180^{\circ }}. Птолемей вважав, що планета досягає протистояння, коли її екліптична довгота на 180 градусів відрізняється від середнього положення Сонця. Це визначення ігнорує екліптичну широту, тому під час побудови таблиці протистоянь помічник Тихо запропонував корекцію: визначати момент, коли кут між Сонцем і одним із вузлів орбіти дорівнює куту між планетою і протилежним вузлом, обчисленому вздовж шляху планети. Але Кеплер довів, що така корекція є хибною з двох причин: по-перше, шлях планети, видимий із Землі, відрізняється від того, що видно з Сонця; по-друге, екліптична довгота Марса, видима з Сонця, відрізняється від довготи, видимої з Землі. Головна мета використання протистоянь — виключити вплив орбіти Землі, аби положення Марса, спостережуване із Землі, збігалося з тим, яке було б видимим із Сонця. Тому ця помилка, яка, як показав Кеплер, може сягати 9 кутових мінут, зводить нанівець користь від такої корекції.

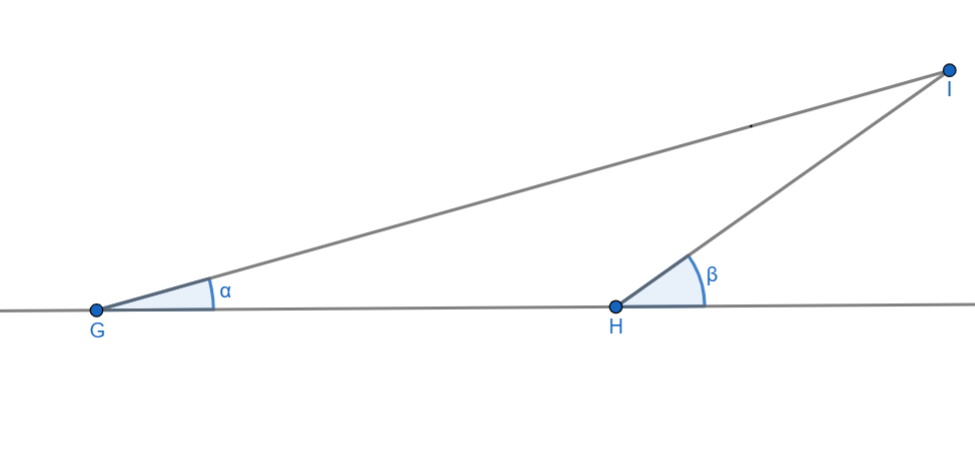

Насправді корекція, яку вивів Кеплер, становить менше 1 кутової мінути, тобто менше за похибку спостережень Тихо, тож нею можна знехтувати. Таким чином, протистояння можна визначати як момент, коли екліптичні довготи Сонця й Марса відрізняються на {\textstyle 180^{\circ }}. Хоча екліптична довгота Марса в цей момент однакова і з точки зору Землі, і з точки зору Сонця, цього не можна сказати про екліптичну широту. На діаграмі праворуч {\textstyle G} — це Сонце, {\textstyle H} — Земля, а {\textstyle I} — Марс. Пряма {\textstyle GH} лежить у площині екліптики. Кут {\textstyle \beta } — це екліптична широта Марса, видима із Землі; кут {\textstyle \alpha } — широта, видима із Сонця, і вона менша за {\textstyle \beta }. Співвідношення між цими кутами дозволяє визначити відношення відстаней Земля—Сонце {\textstyle GH} та Марс—Сонце {\textstyle GI}.
У розділі 11 Кеплер намагається визначити паралакс Марса. Оскільки Марс близький до Землі, його положення на небі трохи змінюється залежно від положення спостерігача протягом доби, навіть якщо планета залишається нерухомою — це явище називають паралаксом. Найбільший паралакс спостерігають саме під час протистояння, коли Марс найближчий до Землі. За оцінками, що ґрунтувалися на методі Арістарха, паралакс міг сягати 6 кутових мінут, але власні розрахунки Кеплера дали значення менше ніж 2 мінути.
У розділах 12–14 Кеплер визначає довготи висхідного та низхідного вузлів орбіти Марса і нахил орбіти планети. Щоб знайти вузли, Кеплер шукає спостереження, де екліптична широта Марса близька до {\textstyle 0}, потім за допомогою інтерполяції визначає точний момент, коли вона дорівнює нулю, і використовує Прусські таблиці (засновані на теорії Коперника), щоб обчислити довготу Марса в цей момент. Висхідний вузол він розташовує на {\textstyle 225^{\circ }44{\frac {1}{2}}'}, а низхідний — на {\displaystyle 46^{\circ }{\frac {1}{8}}'}. Ці значення не розташовані точно на {\displaystyle 180^{\circ }} одне від одного. У Прусських таблицях довготи вимірювалися від середнього Сонця. Кеплер стверджує, що якби довготи обчислювалися від реального положення Сонця, вони б відстояли рівно на {\displaystyle 180^{\circ }} одна від одної.
Прусські таблиці також містили відстані до планет. Це дозволило Кеплеру розв’язати трикутник, зображений на рисунку 1, і обчислити геліоцентричну широту з геоцентричної. Таким чином він визначив нахил орбіти Марса, спостерігаючи планету в моменти максимальної широти та обчислюючи її геліоцентричну широту. Кеплер визначив нахил орбіти як {\displaystyle 1^{\circ }50'}. Це також дозволило йому показати, що площина орбіти Марса не змінюється з часом, на відміну від багатьох попередніх теорій. Використовуючи спостереження в різні моменти, він довів сталість нахилу.
У розділі 15 Кеплер перераховує 12 протистоянь Тихо, щоб точно визначити момент, коли екліптична довгота Марса відрізняється від довготи Сонця на {\textstyle 180^{\circ }}. Для кожного спостереження він визначає екліптичні координати Марса з точки зору Землі та момент протистояння.
У розділі 16 Кеплер створює свою першу модель — вікарійську гіпотезу, щоб пояснити спостереження. Це модифікація екванта Птолемея: планета рухається по колу, а її швидкість змінюється так, що виглядає сталою з певної точки — екванта. Пряма, що сполучає еквант із центром кола, називається лінією апсид; вона перетинає коло в точках найвищої швидкості планети (афелій) та найнижчої (перигелій).
Птолемей припускав, що центр кола розташований посередині між еквантом і точкою спостереження (для Кеплера це Сонце). Кеплер же розглядає загальніший випадок, коли центр кола може знаходитися в будь-якій точці лінії апсид між Сонцем і еквантом.

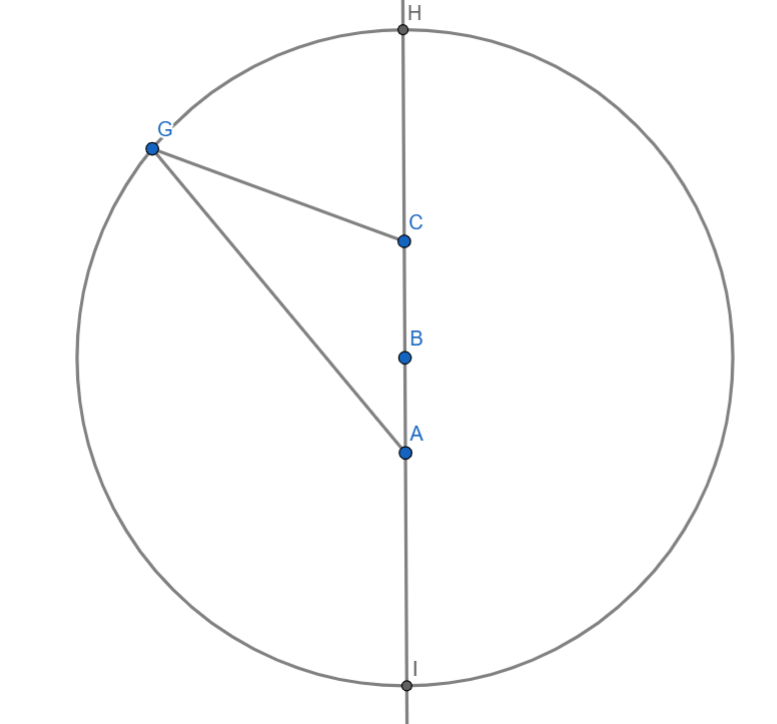

На наведеній поруч діаграмі нехай {\textstyle A} — це Сонце, {\textstyle B} — центр колової орбіти, а {\textstyle C} — еквант. Точки {\textstyle I} і {\textstyle H} — це, відповідно, перигелій і афелій. Нехай {\textstyle G} — це положення Марса в момент конкретного спостереження. Кеплер називає кут {\textstyle \angle GAH} справжньою аномалією, а кут {\textstyle \angle GCH} — середньою аномалією. За будь-яким спостереженням справжню аномалію можна визначити, якщо відома довгота афелію, шляхом знаходження різниці між цією довготою й довготою спостереження. Середню аномалію можна визначити, знаючи момент, коли Марс перебуває в афелії, і використовуючи той факт, що Марс, видимий з точки екванта, описує рівні кути за рівні проміжки часу. Якщо відомі справжня й середня аномалії, то можна визначити положення точки {\textstyle G}, знаходячи точку перетину прямих, проведених з точок {\textstyle B} і {\textstyle A}. Для розрахунків можна прийняти довжину відрізка {\textstyle {\overline {CA}}} за {\textstyle 1}.

Процедура Кеплера передбачає чотири спостереження Марса в момент протистояння. Роблячи початкове припущення щодо довготи афелію і моменту проходження афелію, можна обчислити значення середньої та справжньої аномалій для кожного спостереження. Звідси положення Марса в кожному випадку визначається як точка перетину прямих {\textstyle {\overline {AG}}} і {\textstyle {\overline {CG}}}. Якщо чотири точки не лежать на колі, то лінію апсид {\textstyle HI} повертають навколо точки {\textstyle A}, що змінює значення справжніх аномалій доти, доки всі чотири точки не ляжуть на коло. Потім, якщо центр кола {\textstyle B} не лежить на лінії апсид, лінію {\textstyle HI} повертають навколо точки {\textstyle C}, допоки точка {\textstyle B} не опиниться на лінії апсид — це змінює значення середніх аномалій. Проте така зміна знову призводить до того, що точки не лежать на колі. Процедуру повторюють знову і знову, допоки всі чотири точки не лежатимуть на колі, а центр кола {\textstyle B} — на лінії апсид {\textstyle HI}. Цей ітераційний процес вимагає значного часу для збіжності. Описуючи процедуру, Кеплер пише:
Якщо тобі нудно читати про цей виснажливий метод розрахунків, пожалій мене, оскільки я був повинен повторити його принаймні сімдесят разів, витративши величезну кількість часу.
У розділі 17 Кеплер робить невелику поправку на те, що довгота афелію і вузлів не є сталою, а повільно змінюється з часом.

У розділах 18–21 Кеплер порівнює теорію зі спостереженнями. Спочатку він порівнює довготу решти восьми протистоянь і встановлює, що всі вони узгоджуються з передбаченнями положення Марса в межах точності спостережень Тихо Браге (дві кутові мінути). Це означає, що запропонована вікарійська гіпотеза добре описує справжню аномалію. Проте, попри цю дивовижну точність, Кеплер доводить, що теорія є хибною. Він зауважує:
Хто б міг подумати? Ця гіпотеза, що так точно узгоджується зі спостереженнями, усе ж таки є хибною.
Використовуючи широти протистоянь і трикутник широт з рисунка 1, Кеплер знаходить співвідношення відстаней Землі й Марса від Сонця. Відстані Земля—Сонце {\textstyle GH} він бере з теорії, поданої Тихо Браге в "Progymnasmata", хоча ці значення не зовсім точні; наступна частина буде присвячена уточненню теорії руху Землі. Кути {\textstyle \angle IHE} визначаються за широтою спостережень, а кут {\textstyle IGH} — за нахилом орбіти та кутом між Марсом і вузлом. З цього можна обчислити інші сторони та відстані. Обчислюючи ці відстані, Кеплер отримує нижню й верхню межу ексцентриситету орбіти Марса: {\displaystyle 0.08} – {\displaystyle 0.09943}. Ексцентриситет, знайдений у вікарійській гіпотезі, виходить за межі цього діапазону.
Далі Кеплер розглядає інший метод визначення відстані до Марса — за спостереженнями, коли Марс не перебуває в протистоянні, визначаючи його довготу. Кут між Сонцем і Марсом, як його видно з Землі, можна встановити зі спостережень. Тихо зробив багато таких спостережень і визначив різницю в екліптичній довготі між Сонцем і Марсом. Кут між Марсом і Землею, видимий з Сонця, можна знайти, обчисливши геліоцентричну довготу Марса за вікарійською гіпотезою, а Землі — за теорією Тихо, і взявши їхню різницю. Відстань між Землею і Сонцем береться також із теорії Тихо. Так утворюється трикутник Земля—Сонце—Марс, у якому відомі дві сторони й один кут, тож можна обчислити решту сторін і кутів. Зокрема, можна знайти відстань від Землі до Марса. Обчислення таких відстаней знову дає ексцентриситет, ближчий до {\displaystyle 0.09}, тобто половину загального ексцентриситету (суми ексцентриситету екванта й кола).

Кеплер повторює обчислення, підставляючи середнє Сонце замість істинного, щоб показати, що результат не змінюється. Отже, істинне Сонце не є причиною невідповідності. Як останній варіант, Кеплер розглядає, що буде, якщо у вікарійській гіпотезі взяти ексцентриситет кола, рівний половині загального ексцентриситету, тобто {\textstyle 0.09282}. Коли він порівнює цю модель зі спостереженнями протистоянь, то знаходить, що похибка зростає до 8 кутових мінут, що перевищує похибку спостережень Тихо. Він пише:
Оскільки ними не можна було знехтувати, саме ці вісім мінут приведуть нас до реформи всієї астрономії, і саме вони є темою великої частини цієї праці.
Невідповідність у визначенні ексцентриситету свідчить про те, що хоча б одне з припущень, покладених в основу вікарійської гіпотези, є хибним: або орбіта не є коловою, або не існує еквантної точки на сталому віддаленні від центру кола.

### Частина 3
У третій частині Кеплер прагне побудувати точну теорію руху Землі, яка стане основою для визначення точнішої теорії руху Марса в наступному розділі.
У розділах 22–27 Кеплер показує, що Земля не рухається рівномірно навколо центру своєї орбіти. Основою для визначення руху Землі навколо Сонця є безпосередні спостереження Сонця; його екліптична довгота, спостережувана із Землі, є протилежною до тієї, що спостерігається із Сонця. Цікаво, що рівномірний коловий рух може узгоджуватися з цими спостереженнями з точністю до однієї кутової мінути — меншою, ніж точність спостережень Тихо Браге. Сам Тихо, базуючись на своїх спостереженнях і припущенні про рівномірний коловий рух, визначив ексцентриситет земної орбіти як {\textstyle 0{,}03584}. Використовуючи спостереження Марса, Кеплер знаходить кілька способів довести, що ексцентриситет, обчислений на основі рівномірного колового руху, не може бути правильним.
Один зі способів, який використовує Кеплер, базується на тому факті, що після одного повного оберту Марс повертається до точно того самого положення в просторі. Оскільки сидеричний період Марса становить 687 днів, Кеплер знаходить пари спостережень, розділених саме на такий інтервал. Якщо припустити існування нерухомої точки в просторі, з якої рух Землі виглядає рівномірним, то відстань від Марса до цієї точки буде сталою (оскільки положення Марса є фіксованим). Кут між Землею і Марсом, виміряний з цієї точки (так званого екванта), можна обчислити з середньої аномалії Землі, знаючи, що спостережуваний кут змінюється рівномірно. Кут між Марсом і еквантом, виміряний із Землі, визначається з положення Марса на небі, з урахуванням того, що уявна точка екванта рухається рівномірно відносно Землі; отже, також можна використати середню аномалію Землі. Для цього Кеплер використовує таблиці Тихо, побудовані на основі середнього положення Сонця.
Маючи одну відстань і два кути, можна розв’язати трикутник. На основі спостережень Кеплер доводить, що відстань від Землі до екванта не є сталою. Отже, якщо орбіта Землі є коловою, її центр не може збігатися з точкою, з якої її рух здається рівномірним. Таким чином, еквант відрізняється від центру земної орбіти. Додатково Кеплер використовує різні побудови, щоб довести, що справжній ексцентриситет земної орбіти становить близько {\textstyle 0{,}018}, тобто рівно половину від значення, обчисленого за припущенням рівномірного колового руху.
У розділі 28 Кеплер демонструє метод перевірки правильності гіпотези щодо орбіти Землі. Це, по суті, обернений метод 687 днів: на основі своєї гіпотези він обчислює відстань і кут до Землі, а також використовує спостережуваний кут до Марса. З цих даних він будує той самий трикутник, але тепер з відомою відстанню до Землі, і обчислює відстань до Марса та його геліоцентричну довготу. Якщо гіпотеза правильна, то для кожного спостереження обчислені значення мають збігатися з фактичними. Цей метод також дозволяє перевірити ключове припущення про те, що Марс справді повертається до того самого положення після кожного оберту.
У розділах 29–30 Кеплер коротко згадує два інші способи, якими він довів, що ексцентриситет Землі слід ділити навпіл. По-перше, він виміряв кутовий діаметр Сонця взимку (поблизу перигелію) і влітку (біля афелію) та обчислив відносні відстані, що дало значення ексцентриситету, яке відповідає половині значення Тихо. По-друге, ще в своїй праці "Таємниця світу" він показав, що відстані, визначені за його гіпотезою вкладених багатогранників, краще відповідають спостереженням, якщо припустити ексцентриситет удвічі менший, ніж у Тихо.
Далі він створює таблицю для обчислення положення Землі, ґрунтуючись на ексцентриситеті {\textstyle 0{,}018}. При цьому Кеплер визнає використання неколової орбіти, хоча теорія для такої орбіти він розвиває лише пізніше.
У розділах 31–36 Кеплер розглядає причини поділу ексцентриситету навпіл. За спостереженнями, ця бісекція ексцентриситету добре узгоджується зі спостереженнями як для Землі, так і для Марса. Вона також застосовувалась до планет Юпітер і Сатурн у всіх теоріях, починаючи з Птолемея. Тихо Браге також показав, що ця модель добре описує рух Місяця. У своїй теорії Венери й Меркурія Коперник додав малий епіцикл із періодом, що дорівнює орбіті Землі. Кеплер показує, що цей епіцикл можна вилучити, якщо також розділити ексцентриситети Венери й Меркурія навпіл. Отже, гіпотеза бісекції ексцентриситету справджується для всіх планет і для Місяця.
Оскільки це є універсальним законом, справедливим для всіх планет, Кеплер вважає за необхідне знайти фізичну причину цієї бісекції. Він починає з обчислення швидкостей планети в афелії та перигелії на основі моделі з поділеним навпіл ексцентриситетом; виявляється, що співвідношення цих швидкостей дорівнює оберненому співвідношенню відповідних відстаней. З цього Кеплер робить висновок, що швидкість планети обернено пропорційна її відстані від Сонця. Далі він припускає, що ця зміна швидкості має бути спричинена певною силою від Сонця. Щоб пояснити, чому кожна планета має свою специфічну швидкість, відмінну від тієї, яку передбачає закон оберненої пропорційності, Кеплер висуває припущення, що кожна планета має власний опір до цієї сили (аналог інерції). Нарешті, він приходить до думки, що найімовірнішою природою цієї сили є магнетизм, оскільки йому також властиве ослаблення з відстанню. Крім того, нещодавно було відкрито, що Земля має магнітне поле. Отже, Кеплер припускає, що обертання Землі спричинює рух Місяця, і так само обертання Сонця та його магнітне поле зумовлюють рух планет.
У розділі 37 Кеплер коротко торкається теми теорії руху Місяця. Для пояснення руху Місяця потрібні дві додаткові неоднорідності — евекція та варіація. Кеплер стверджує, що обидві ці неоднорідності можна пояснити тим, що Місяць прискорюється на своїй орбіті, коли він утворює пряму лінію із Землею та Сонцем. Таким чином, сили від Сонця і Землі об'єднуються, щоб рухати Місяць, коли він знаходиться в такій конфігурації.
У розділах 38–39 Кеплер пояснює, чому орбіти планет не є концентричними відносно Сонця. Він вважає, що кожна планета має власну магнітну силу, яка притягує або відштовхує її від Сонця залежно від орієнтації її полюсів відносно Сонця. Такий фізичний підхід також натякає на можливість того, що орбіта не є коловою.
У розділі 40 Кеплер пропонує метод обчислення орбіти Землі на основі цих фізичних гіпотез. Він відзначає значні труднощі, що виникають при спробі обчислити швидкість планети, адже відстань постійно змінюється. Тому він вводить спрощення, натхненне методом Архімеда для обчислення π. Якщо розбити орбіту на малі трикутники, проведені від Сонця, то відстань, яку проходить планета, буде основою трикутника, а відстань до Сонця — висотою. Якщо вибрати трикутники так, щоб рух планети поділявся на рівні проміжки часу, то площі таких трикутників будуть однаковими, оскільки зі зменшенням висоти основа збільшується відповідно до збільшення швидкості руху планети, і навпаки. Таким чином Кеплер формулює свій закон площ: рівні площі відповідають рівним проміжкам часу.
Щоб обчислити орбіту, середню аномалію визначають як відношення часу, що минув з моменту останнього проходження планетою афелію, до періоду обертання, помножене на 360 градусів. Істинна аномалія — це кут між планетою та афелієм, що спостерігається із Сонця, а ексцентрична аномалія — це той самий кут, але з центру орбіти.

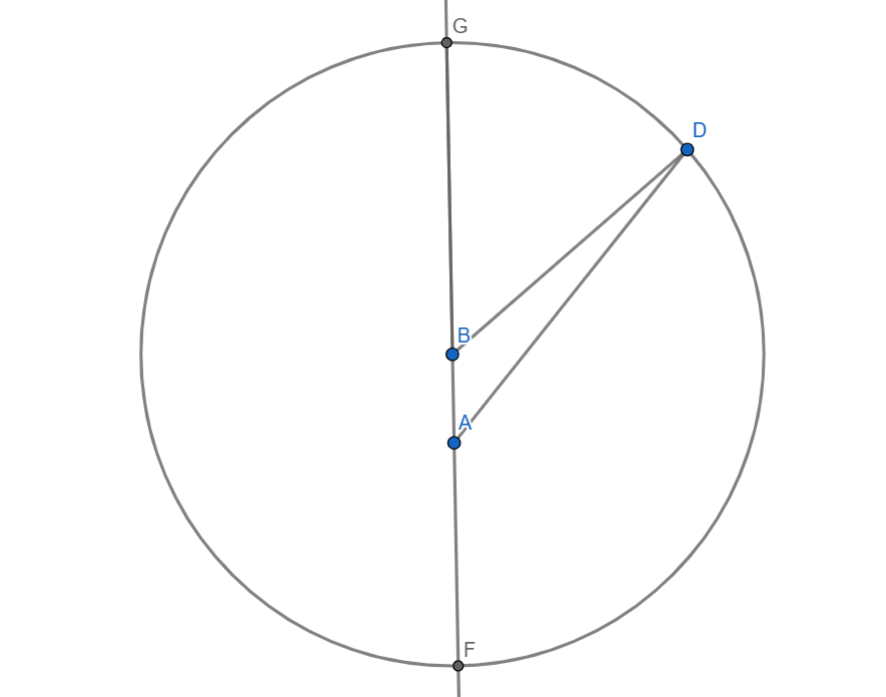

На діаграмі поруч {\displaystyle A} — Сонце, {\displaystyle B} — центр кола, {\displaystyle G} — афелій, а {\displaystyle D} — положення планети. Площа сектора {\displaystyle GAD} — це площа, яку "змітає" радіус-вектор планети, проведений до Сонця. Згідно із законом площ, ця площа пропорційна часу, протягом якого планета пройшла дугу {\displaystyle GD}, тобто середній аномалії. Таким чином, площа {\displaystyle GAD} визначає середню аномалію. Ексцентричну аномалію визначає кут {\displaystyle \angle GBD}. Оскільки площа сектора, центрованого на колі, пропорційна відповідному куту, цю аномалію також можна виразити через площу {\displaystyle GBD}. Відношення між цими двома площами дає зв'язок між середньою аномалією (а отже, й часом) та ексцентричною аномалією.
З діаграми видно, що середня аномалія дорівнює ексцентричній аномалії плюс площа трикутника {\displaystyle DAB}. Основа цього трикутника {\displaystyle {\overline {AB}}} — це ексцентриситет кола, а висота пропорційна синусу ексцентричної аномалії. Це і є рівняння Кеплера. Якщо позначити середню аномалію як {\displaystyle M}, ексцентричну — як {\displaystyle E}, а ексцентриситет — як {\displaystyle e}, то отримаємо:
{\displaystyle M=E+e\sin(E)}
Кеплер також показує, що істинна аномалія визначається як ексцентрична аномалія плюс кут {\displaystyle \angle DBA}. Для малих ексцентриситетів цей кут приблизно дорівнює подвоєній площі трикутника {\displaystyle DBA}. Позначивши істинну аномалію як {\displaystyle \vartheta }, отримуємо формулу:
{\displaystyle \vartheta \approx E+2e\sin(E)}

### Частина 4
У частині 4 Кеплер розробляє точну теорію руху Марса на основі спостережень і фізичних припущень, викладених у попередньому розділі.
У розділах 41–44 Кеплер доводить, що орбіта Марса не є колом. Процедура знову базується на тому, що Земля, Сонце і Марс утворюють трикутник. Відстань між Землею та Сонцем тепер можна точно розрахувати за теорією, розробленою у попередньому розділі, а геліоцентричну довготу Марса визначають за вікарійською гіпотезою. Для будь-якого спостереження Марса його положення можна точно визначити за такою схемою: побудувати положення Землі відповідно до попередньої теорії, провести лінію від Сонця у напрямку, заданому вікарійською гіпотезою, та іншу лінію — від Землі у напрямку, що відповідає спостережуваній геліоцентричній довготі Марса. Точка перетину цих двох ліній і буде положенням Марса. Насамкінець, коригується відхилення Марса від площини екліптики за допомогою широти, визначеної відносно Сонця. Побудувавши кілька точок орбіти Марса, Кеплер показує, що траєкторія стискається з боків порівняно з найкращим коловим наближенням, отже, траєкторія є овальною.
У розділах 45–50 Кеплер намагається знайти фізичну причину відхилення планети від досконалого кола. Він розглядає таку модель: магнітні промені від обертового Сонця примушують планету рухатися по колу. Однак власне магнітне поле планети спричиняє її рух по окремому колу, утворюючи епіцикл. Рух планети по епіциклу є рівномірним, натомість її оберт навколо Сонця — нерівномірним, зі швидкістю, що визначається законом площ. Такий рух і повинен створювати овальну траєкторію.
Побудова цього овалу виявилася надзвичайно складною, тому Кеплер звертається до іншої ідеї: обчислити відстані планети від її епіциклу та використати вікарійську гіпотезу для визначення напрямку планети відносно Сонця. Побудований таким чином овал виявляється дещо ширшим у перигелії, ніж в афелії. Щоб застосувати свій закон площ, Кеплеру потрібно визначити площу цієї форми, що є нетривіальним завданням. Він наближує овал еліпсом, зауваживши, що їхні площі не надто відрізняються.
Однак при порівнянні цієї моделі зі спостереженнями Кеплер виявляє помилку у 8 кутових мінут у передбачених довготах. Це та сама похибка, яку давала модель бісекції ексцентриситету. Проте якщо остання передбачала положення планети попереду дійсного, то овал — позаду, отже, похибки були протилежні за напрямком. Відкинувши інші можливі джерела помилки, Кеплер доходить висновку, що справжня траєкторія планети має лежати посередині між моделлю бісекції ексцентриситету та овалом. Це також ставить під сумнів фізичні засади гіпотези.
У розділах 51–55 Кеплер бере кілька пар спостережень Марса, симетричних відносно лінії апсид. Ці спостереження підтверджують, що відстані до Марса з обох боків однакові, а отже, правильність розташування лінії апсид, проведеної через Сонце, що підтверджує його фізичну гіпотезу. Провівши кілька таких спостережень з інтервалом у 687 днів, Кеплер зміг уточнити параметри орбіти Марса так, щоб відстані збігалися. Це дозволило йому визначити точніші відстані до Марса. Але ці ж спостереження змусили його засумніватися в точності вікарійської гіпотези поза протистоянням. Тому Кеплер бере спостереження Марса поблизу протистояння, коли вікарійську гіпотезу можна вважати надійною. Налаштувавши параметри орбіти до збігу відстаней, він знаходить, що відстані з боків лежать точно посередині між передбаченими овальною моделлю та бісекцією ексцентриситету.
У розділах 56–60 Кеплер описує, як він нарешті дійшов правильної форми орбіти Марса. Він зауважив, що максимальне відхилення між істинною аномалією та ексцентричною становить {\displaystyle 5.3^{\circ }}, і назвав його «оптичною рівністю». Секанс цього кута дорівнює {\displaystyle 1.00429}, що точно відповідає відхиленню орбіти Марса від кола, яке він раніше визначив на рівні приблизно {\displaystyle 0.43\%}. Кеплер розглядає можливість, що відстані можуть визначатися секансом оптичної рівності і в інших точках орбіти. Під час обчислень він розуміє, що вже бачив ці значення раніше — у попередніх розрахунках проєкції орбіти Марса на діаметр епіциклу.

Таким чином Кеплер проголошує, що Марс рухається так, ніби коливається по діаметру епіциклу. Він розглядає можливий фізичний механізм, який може це пояснити, і виявляє, що той самий механізм, викладений у розділі 39, підходить: магнітна сила планети притягує або відштовхує її залежно від орієнтації полюсів. Це коливання виявляється пропорційним {\textstyle \cos(E)}, тож радіус-вектор визначається як {\textstyle r=1-e\cos(E)}, де {\textstyle E} — ексцентрична аномалія, а {\textstyle e} — ексцентриситет. Фактично, Кеплер описав формулу еліпса в полярних координатах. Однак при побудові орбіти він припустився помилки, що призвела до зовсім іншої траєкторії, яка не відповідала спостереженням. Повернувшись до свого попереднього методу, він знову натрапляє на еліпс — і лише тоді розуміє свою помилку. Він пише:
Я відклав [початкове рівняння] і повернувся до еліпса, вважаючи, що це була інша гіпотеза, разом з тим, як я доведу в наступному розділі, це була та ж сама гіпотеза … Ох, яким дурним пташеням я був!

### Частина 5
У завершальному розділі Кеплер надає точний опис екліптичної широти Марса. Також він викладає фізичну гіпотезу, що пояснює, чому орбіти планет не лежать точно в одній площині.
У розділах 61–62 Кеплер визначає значення висхідного та низхідного вузлів Марса. Використовуючи відстані до Землі та Марса, обчислені в попередньому розділі, а також спостережувану геоцентричну широту Марса, Кеплер знаходить геліоцентричну широту Марса в будь-якій точці його орбіти. З цього Кеплер визначає кожен із параметрів за методами, викладеними в розділах 11–14. Для висхідного вузла він знаходить {\textstyle 46^{\circ }32{\frac {1}{2}}'}, а для низхідного — {\displaystyle 226^{\circ }32{\frac {1}{2}}'}. Він також визначає нахил орбіти як {\displaystyle 1^{\circ }49'}.
У розділі 63 Кеплер пропонує фізичне пояснення того, чому орбіти планет не лежать в одній площині. Він розглядає ідею, що обертання Сонця визначає незмінну площину. Всі орбіти планет нахилені під певним кутом до цієї площини, оскільки магнітні поля планет тяжіють до фіксованого напрямку в просторі, розташованого нижче цієї площини.
У розділі 64 Кеплер доводить, що паралакс Марса має бути малим. Якби він був значним, це вплинуло б на видиме розташування висхідного та низхідного вузлів. Проте виміряні значення розташовані точно на {\displaystyle 180^{\circ }} одне від одного.
У розділах 65–66 Кеплер показує, що Марс наближається до Землі не точно в момент протистояння, а дата найближчого зближення може припадати на кілька днів до або після протистояння.
У розділах 67–70 Кеплер досліджує кілька питань, пов’язаних із довготривалою еволюцією орбіт Землі та Марса, порівнюючи свої спостереження зі спостереженнями часів Птолемея. Нечіткість деяких із цих стародавніх спостережень, а також наявність похибок, ускладнюють отримання однозначних висновків. Серед розглянутих питань: чи змінюється ексцентриситет орбіт з часом? чи прецесують вузли орбіт із нерівномірною швидкістю?

## Закони Кеплера
Кеплер відкрив свій другий закон раніше від першого. Опис другого закону наведено в книзі у двох різних формах. Так, у розділі 32 Кеплер стверджує, що швидкість планети змінюється залежності від відстані від планети до Сонця, і тому він міг виміряти зміни в положенні планети шляхом додавання всіх відстаней, або оцінивши площу дуги орбіти. Це так званий «закон відстані». У розділі 59 Кеплер заявляє, що радіус-вектор, що з'єднує Сонце і планету, описує рівні площі за рівні проміжки часу, так званий «закон площ».
1. Планети рухаються по еліптичних орбітах, в одному з фокусів якої розташоване Сонце.
2. Кожна планета рухається в площині, що проходить через центр Сонця, причому за рівні проміжки часу радіус-вектор, що з'єднує Сонце і планету, описує рівні площі.

Проте, «закон площ» Кеплера не полегшив розрахунку положення планет. Кеплер міг розділити орбіту на довільне число частин, обчислити положення планети для кожного з них, а потім звести в єдину таблицю, але він не міг визначити положення планети на кожен момент, тому що швидкість планети завжди змінюється. Цей парадокс, який отримав назву «задача Кеплера», спричинив подальший розвиток математичного аналізу .
Свій третій закон Кеплер відкрив лише через десять років після публікації «Нової астрономії» і опублікував у праці 1619 року Harmonices Mundi («Гармонія світу»).